# Christian Dean
Christian Dean (East Palo Alto, 14 marzo 1993) è un ex calciatore statunitense, di ruolo difensore.

## Caratteristiche tecniche
È un difensore centrale.

## Statistiche

### Presenze e reti nei club
Statistiche aggiornate al 6 gennaio 2017.
| Stagione                   | Squadra                    | Campionato                 | Campionato | Campionato | Coppe nazionali | Coppe nazionali | Coppe nazionali | Coppe continentali | Coppe continentali | Coppe continentali | Altre coppe | Altre coppe | Altre coppe | Totale | Totale | Totale |
| Stagione                   | Squadra                    | Comp                       | Pres       | Reti       | Comp            | Pres            | Reti            | Comp               | Pres               | Reti               | Comp        | Pres        | Reti        | Pres   | Reti   |        |
| -------------------------- | -------------------------- | -------------------------- | ---------- | ---------- | --------------- | --------------- | --------------- | ------------------ | ------------------ | ------------------ | ----------- | ----------- | ----------- | ------ | ------ | ------ |
| 2014                       | Vancouver Whitecaps        | MLS                        | 4          | 0          | CC              | 2               | 0               |                    | -                  | -                  |             | -           | -           | 6      | 0      |        |
| 2015                       | Vancouver Whitecaps        | MLS                        | 5          | 0          | CC              | 3               | 0               | CCC                | 4                  | 0                  |             | -           | -           | 12     | 0      |        |
| 2016                       | Vancouver Whitecaps        | MLS                        | 0          | 0          | CC              | 0               | 0               |                    | -                  | -                  |             | -           | -           | 0      | 0      |        |
| 2017                       | Vancouver Whitecaps        | MLS                        | 3          | 0          | CC              | 0               | 0               |                    | -                  | -                  |             | -           | -           | 3      | 0      |        |
| Totale Vancouver Whitecaps | Totale Vancouver Whitecaps | Totale Vancouver Whitecaps | 12         | 0          |                 | 5               | 0               |                    | 4                  | 0                  |             | -           | -           | 21     | 0      |        |
| 2017                       | Chicago Fire               | MLS                        | 3          | 0          | USCup           | 0               | 0               |                    | -                  | -                  |             | -           | -           | 3      | 0      |        |
| Totale carriera            | Totale carriera            | Totale carriera            | 15         | 0          |                 | 5               | 0               |                    | 4                  | 0                  |             | -           | -           | 24     | 0      |        |